# Lisa Robin Kelly
Lisa Robin Kelly, född 5 mars 1970 i Southington, Connecticut, död den 14 augusti 2013 i Altadena, Kalifornien, var en amerikansk skådespelerska. Hon är mest känd för sin roll som Laurie Foreman i komediserien That '70s Show. Hon var aktiv år 1992-2005.

## Rättsliga problem
I augusti 2010 greps Kelly i North Carolina misstänkt för drograttfylleri; i november 2010 erkände hon sig skyldig, dömdes till böter och tolv månaders skyddstillsyn. Den 31 mars 2012 blev Kelly anhållen för att ha misshandlat sin make, men släpptes mot borgen på 50 000 dollar. Hon hävdade senare att hon var den som hade blivit misshandlad och förnekade makens påståenden. I november 2012 hamnade Kelly åter igen i problem då polisen grep henne och hennes 61-årige make Robert Joseph Gilliam efter larm om bråk och oväsen i deras hem. Båda åtalades för misshandel och fick skyddstillsyn. I juli 2013 ansökte hon om skilsmässa från maken Robert Gilliam vilket ledde till ännu ett återfall. 

## Död
Den 12 augusti 2013 togs Lisa Robin Kelly till rehabiliteringskliniken Pax House i Altadena, Kalifornien av sin fästman. På kvällen den 14 augusti avled Kelly i sviterna av ett hjärtstillestånd.